# Cadí Ayyad
‘Iyad ibn Musa (1083–1149) (árabe: القاضي عياض بن موسى , formalmente Abu al-Fadl ‘Iyad ibn Amr ibn Musa ibn ‘Iyad ibn Muhammad ibn ‘Abdillah ibn Musa ibn ‘Iyad al-Yahsubi al-Sabti  أبو الفضل عياض بن موسى بن عياض بن عمرو بن موسى بن عياض بن محمد بن عبد الله بن موسى بن عياض اليحصبي السبتي), nació en Ceuta, que entonces pertenecía a la dinastía Almorávide, era el grand imam de aquella ciudad y, más tarde, un Cadí en el Emirato de Granada.

## Biografía
Cadí Iyaḍ nació en una familia de origen árabe establecida  en Ceuta. Como descendiente de una notable familia académica, Iyad pudo aprender de los mejores maestros que Ceuta podía ofrecer. El juez Abu ʿAbd Allah Muhammad b. ʿIsa (m. 1111) fue el primer maestro importante de Iyad y se le atribuye su formación académica básica. Al crecer, Iyad se benefició del tráfico de eruditos de al-Ándalus, el Magreb y el mundo islámico oriental. Se convirtió en un académico de prestigio por derecho propio y se ganó el apoyo de los niveles más altos de la sociedad.
En su búsqueda del conocimiento, Iyad pasó parte de 1113 y 1114 visitando Córdoba, Murcia, Almería y Granada. Recibió ijāzas del tradicionista más importante de su tiempo, Abū ʿAlī al-Ṣadafī (m. 1120) en Murcia, y se reunió con algunos de los eruditos más célebres del momento, como Ibn al-Hajj (m. 1134), Averroes (m. 1126), y Ibn Hamdin (m. 1114).
Iyad fue nombrado juez de Ceuta en 1121 y permaneció hasta  1136. Durante su mandato como juez de Ceuta fue sumamente prolífico. La fama general de Iyad como jurista y escritor de fiqh (derecho positivo) se basó en el trabajo que realizó en esta ciudad.
Iyad también fue nombrado juez de Granada donde trabajó poco más de un año .
Encabezó una revuelta contra la llegada de los  Almohades a Ceuta, pero perdió y fue desterrado  a Tadla y más tarde a  Marrakech . Fue alumno de Abu Abdillah ibn Isa, Abu Abdillah ibn Hamdin y Abu al-Hassan ibn Siraj, y fue profesor  de Averroes  e Ibn Maḍāʾ.
Murió en 1149. Se negó a  reconocer a  Ibn Túmart como el esperado Mahdi.  Las fuentes no están de acuerdo sobre cómo y dónde murió. Algunas fuentes, incluida una escrita por su hijo, Muhammad, describen cómo se congració con los almohades en Marrakech y finalmente murió de una  enfermedad durante una campaña militar. Otras fuentes describen que murió de muerte natural mientras ejercía como juez rural cerca de Tadla, mientras que fuentes posteriores tienden a asumir una muerte violenta a manos de los almohades. Aunque se oponía a los almohades y a las ideas de Ibn Hazm, no sentía enemistad por la escuela zahirita del Islam sunita, que seguían los almohades e Ibn Hazm. Los comentarios de Ayyad sobre el maestro de Ibn Hazm, Abu al-Khiyar al-Zahiri, fueron positivos, al igual que la caracterización de Ayyad de su propio padre, un teólogo zahirita..
La Universidad Cadi Ayyad, también conocida como la Universidad de Marrakech, fue llamada así en su honor . Qadi Ayyad también es conocido como uno de los siete santos de Marrakech y está enterrado cerca de  Bab Aïlen.

## Obras
Fue  uno  de los eruditos más famosos de la ley Maliki  y autor del conocido  Ash-Shifa sobre las virtudes del profeta y Tartib al-mardarik wa-taqrib al-masalik li-marifat alam madhab Malik, una colección de biografías de eminentes Malikies, como  un.o. Abu Bakr ibn al-Arabi. Otras obras conocidas del Cadí Iyyad Iyad se incluyen: 
- Ikmal al-mu`lim bi fawa'id Muslim, un  famoso comentario sobre  Sahih Muslim que transmitió y amplió el propio comentario de al-Maziri, al-Mu`lim bi-fawa'id Muslim. El propio comentario del Cadí Iyad fue utilizado y explicado en gran medida por Al-Nawawi en su propio comentario de Sahih Muslim.
- Bughya al-ra'i lima Tadmanahu Hadith Umm Zara` min al-Fawa'id, publicado con Tafsir nafs al-Hadith por Al-Suyuti.
- al-I`lam bi Hudud Qawa'id al-Islam, escrito en las cinco pilares de Islam.
- al-Ilma` ila Ma`rifa Usul al-Riwaya wa Taqyid al-Sama`, un trabajo detallado de la ciencia de Hadiz.
- Mashariq al-Anwar `ala Sahih al-Athar, basado en Al Muwatta de Malik ibn Anas, Sahih al-Bujari del Imam Bukhari y Sahih Muslin por Muslin ibn al-Hajjaj.
- al-Tanbihat al-Mustanbata `ala al-kutub al-Mudawwana wa al-Mukhtalata.
- Daqa`iq al-akhbar fi dhikr al-janna wa-l-nar, un "manual escatológico" que describe las alegrías del Yanna (cielo) y los horrores de Yahannam (infierno)